# Réveillon de la Saint-Sylvestre
 (décembre 2009).
Si vous disposez d'ouvrages ou d'articles de référence ou si vous connaissez des sites web de qualité traitant du thème abordé ici, merci de compléter l'article en donnant les références utiles à sa vérifiabilité et en les liant à la section « Notes et références ».
Le réveillon de la Saint-Sylvestre, réveillon du jour de l'an ou encore réveillon du Nouvel An est une coutume qui consiste à fêter l'arrivée du Nouvel An, en veillant jusqu'à minuit le soir du 31 décembre, dernier jour de l'année du calendrier grégorien, jour retenu par l'Église catholique pour célébrer le pape Sylvestre Ier.
Le réveillon du jour de l'An peut se fêter en famille ou avec des amis. Ainsi, au Japon, en Colombie, en Argentine et en Uruguay, le réveillon du Nouvel An se fête traditionnellement en famille. En Russie et dans les autres anciennes républiques soviétiques, le réveillon de la Saint-Sylvestre est fêté en réunissant la famille et les amis proches.
En raison du décalage horaire, les Îles de la Ligne (la partie de Kiribati à l'ouest de la ligne internationale de changement de date) et les îles Samoa (celles qui sont indépendantes) sont les premiers lieux à fêter le Nouvel An et passer dans la nouvelle année alors que les Samoa américaines sont le dernier lieu à le faire.

## Amérique

### Brésil
La nuit du Nouvel An, « Véspera de Ano Novo », est une des fêtes les plus traditionnelles du Brésil. Dans toutes les villes, on tire des feux d'artifice à minuit et on fait des spectacles musicaux. La fête la plus célèbre est celle de la plage de Copacabana, à Rio de Janeiro. La ville de São Paulo organise la Corrida de la Saint-Silvestre (Corrida de São Silvestre) à travers les rues entre l'avenue Paulista et le centre-ville. Des athlètes du monde entier, et même des champions olympiques comme le coureur kényan Paul Tergat, y participent.

### Canada
Le réveillon du jour de l'An est un événement festif au Canada.
Chez les Acadiens et les Québécois, on se réunit en famille et on fête avec de la musique traditionnelle. Une heure avant le coup de minuit, on arrête la musique et le décompte du jour de l'An commence pour se terminer en embrassades et en échanges de vœux. La musique reprend ensuite et on sert le repas vers une heure du matin aux « fêteux » qui sont encore sur place et la soirée se termine vers trois heures !
Chez les Québécois, depuis 1968, on est invité à regarder l'émission annuelle Bye Bye diffusé à la télévision nationale, la Société Radio-Canada (SRC), une revue humoristique faisant référence à l'actualité et aux événements marquants de l'année achevée. Cette émission - Bye Bye - est souvent la plus regardée de toute la saison, selon les sondages de la maison BBM.

### Colombie et Équateur
À l'occasion des célébrations de l'« Año Viejo », les Colombiens et Équatoriens brûlent des marionnettes faites de bois, de papier journal et de chiffons, garnis d'artifices pyrotechniques. Ces personnages représentent symboliquement les détritus de la vieille année et font souvent référence à des événements de l'année écoulée mettant en cause des politiciens détestés, des références de la culture populaire, etc.

### États-Unis

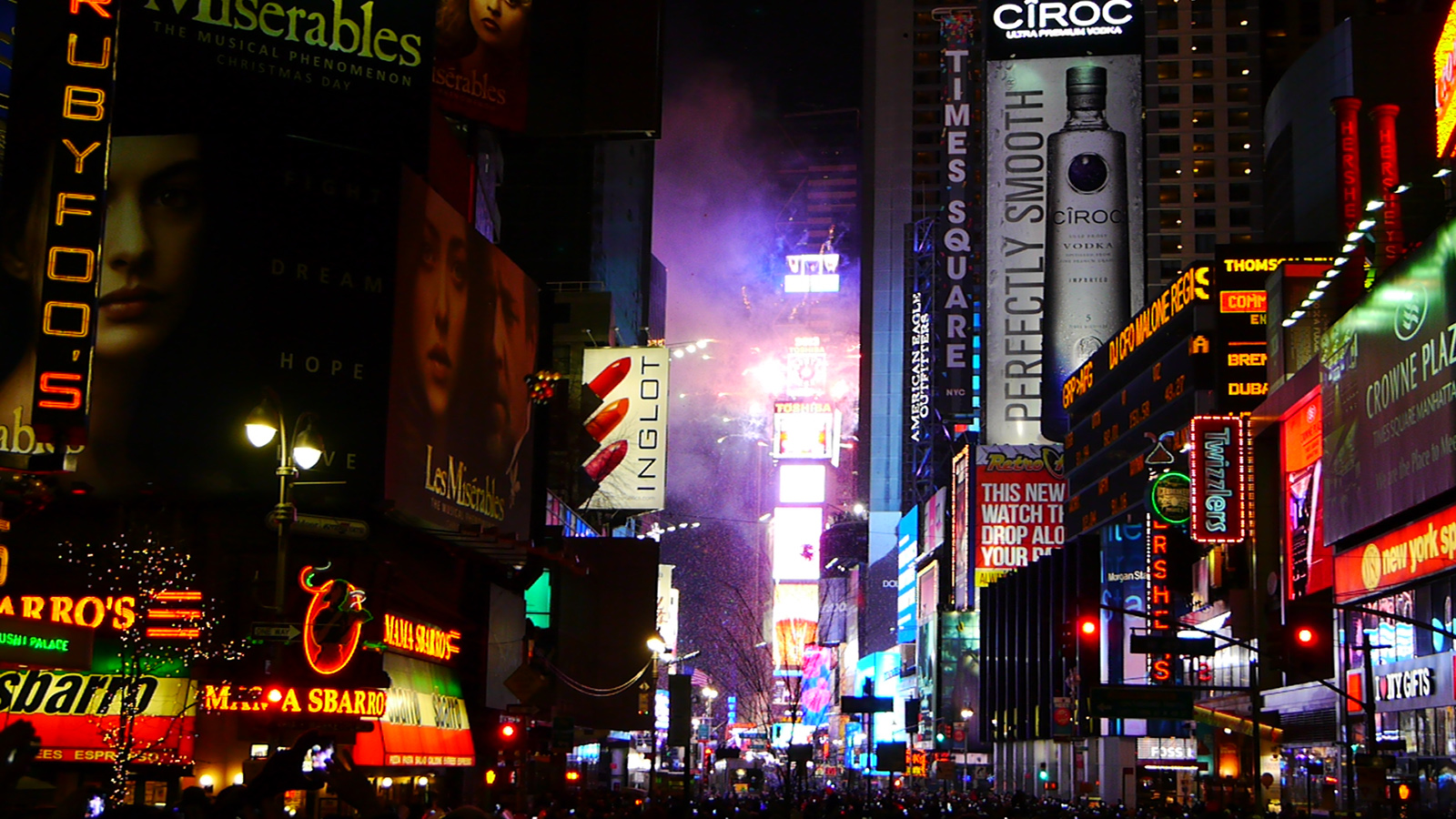
Le compte à rebours à Times Square à Manhattan.

Aux États-Unis, le réveillon du jour de l'An (New Year's Eve) est une fête importante. Depuis un siècle, la chute de la boule depuis le sommet du no 1 Times Square à New York est l'une des principales composantes des cérémonies, retransmise en direct à la télévision. La boule de cristal, qui mesure deux mètres de diamètre et pèse une demi-tonne, commence à descendre à 23 h 59 et atteint le sol au pied de la tour à minuit. On la surnomme parfois la « Grosse Pomme », comme la cité elle-même. Cette coutume dérive d'un signal utilisé autrefois pour indiquer minuit dans les ports. De 1982 à 1988, la cité a fait descendre une gigantesque pomme en référence à son surnom. Le chant Auld Lang Syne est traditionnellement entonné à minuit.
Plusieurs communautés religieuses ont pour habitude de célébrer une veillée à la veille du Nouvel An. Les fidèles se rassemblent pour l'office dans la soirée et continuent après minuit. Ils remercient pour les bénédictions de l'année écoulée et prient pour l'année à venir. Cette pratique a probablement pris naissance dans la communauté afro-américaine avant d'être adoptée par John Wesley, le fondateur du méthodisme. Cette veillée prit une signification particulière pour les Noirs américains en 1862, alors que les esclaves attendaient avec impatience leur émancipation, fixée au 1er janvier 1863 par la proclamation d'Émancipation. Cette nuit particulière est depuis connue sous le nom de « nuit de la Liberté ».
À travers les États-Unis, de nombreuses autres villes célèbrent également l'événement d'une manière semblable en faisant descendre toutes sortes d'objets symboliques pendant le compte à rebours, avant le déclenchement du feu d'artifice. Depuis une initiative lancée à Boston en 1976, certaines villes célèbrent aussi à cette occasion la First Night (« première nuit ») qui en dépit de son nom est bel et bien célébrée le 31 décembre au soir : il s'agit de concerts, de spectacles, d'expositions d'œuvres d'art et de feux d'artifice lors de ce qui se veut une fête de famille sans alcool.

### Uruguay
En Uruguay, les célébrations commencent au crépuscule lors du « Nochevieja » (Réveillon du Nouvel). Traditionnellement, les gens portent du blanc car il symbolise l’optimisme et la pureté. Les familles se réunissent et mangent du asado et du lechon, ainsi que du nougat et du panettone comme desserts. À minuit pile, des feux d'artifice sont tirés, les Uruguayens trinquent au champagne et mangent 12 grains de raisin, une tradition introduite par les immigrants espagnols au XXe siècle. Les réseaux de télévision diffusent des programmes spéciaux avec de la musique, des reportages sur les soirées de célébrités et des comptes à rebours.
Comme l'Uruguay est situé dans l'hémisphère sud, le Nouvel An est célébré en été, les villes côtières comme Punta del Este se remplissent de touristes uruguayens et étrangers, y compris des célébrités, assistant à des fêtes et des festivals de musique, des feux d'artifice et des spectacles de lumière sur la plage,.
Le dernier jour ouvrable de l'année, dans la vieille ville de Montevideo (qui fait partie du quartier d'affaires), des almanachs et des calendriers déchirés sont jetés depuis les fenêtres des immeubles de bureaux, et des seaux d'eau depuis les balcons des immeubles résidentiels, provoquant une pluie de papier et eau. Une grande fête de rue est organisée sur le Mercado del Puerto (es) au cours de laquelle a lieu une bataille de cidre.
Le 30 décembre aura lieu le tirage du « Gordo de Fin de Nuevo », un tirage spécial de la Loterie, organisé par la Direction Nationale des Loteries et Loteries, dépendant du Ministère de l'Économie et des Finances. En 2024, le jackpot était de UYU 160 millions.

## Asie

### Hong Kong
À Hong Kong, les gens se réunissent habituellement à Central, à Causeway Bay et sur le port de Tsim Sha Tsui pour admirer les illuminations des bâtiments le long du port. Pour le compte à rebours vers la nouvelle année, ils se rassemblent à Times Square et à Ocean Terminal.

### Japon
Au Japon, le Nouvel An se célèbre chez soi lors du réveillon avec l’ōmisoka, puis le 1er janvier dans les sanctuaires shinto ou les temples bouddhistes avec le hatsumōde. À l'entrée de la torii, on retrouve des kiosques où on peut acheter des mets traditionnels japonais, des jouets, des fleurs, des ballons, des bonbons et des objets porte-bonheur. Ces kiosques sont ouverts du 31 décembre au 2 janvier, fin des festivités. Également, un immense feu de joie est allumé. À minuit, la porte sacrée du sanctuaire s'ouvre. La nouvelle année est accueillie par des applaudissements. Ensuite, les gens entrent dans la cour du sanctuaire afin de prier pour la nouvelle année et, s'ils le désirent, attacher aux arbres des papiers sur lesquels des vœux sont inscrits (omikuji). Un prêtre fait retentir une cloche 108 fois, signe de la mort des 108 désirs dont il faut se débarrasser selon le bouddhisme. Le lendemain matin, le public est de nouveau invité aux sanctuaires shinto afin de déguster le saké nouveau appelé toso. Enfin, le Nouvel An est, pour les Japonais, une occasion pour porter leur plus beau kimono.

### Turquie
Dans ce pays à majorité musulmane mais qui utilise le calendrier grégorien, le 31 décembre est considéré comme un jour de fête où l'on se réunit avec les amis et les proches. La plupart des traditions liées à la célébration de Noël dans les pays de tradition chrétienne sont reprises pour fêter le Nouvel An, comme décorer un sapin ou échanger des cadeaux. Le dîner de ce jour-ci est organisé de façon festive. Il est courant de compter les 10 dernières secondes et d'éteindre les lumières à minuit pile pour quelques minutes.

## Europe

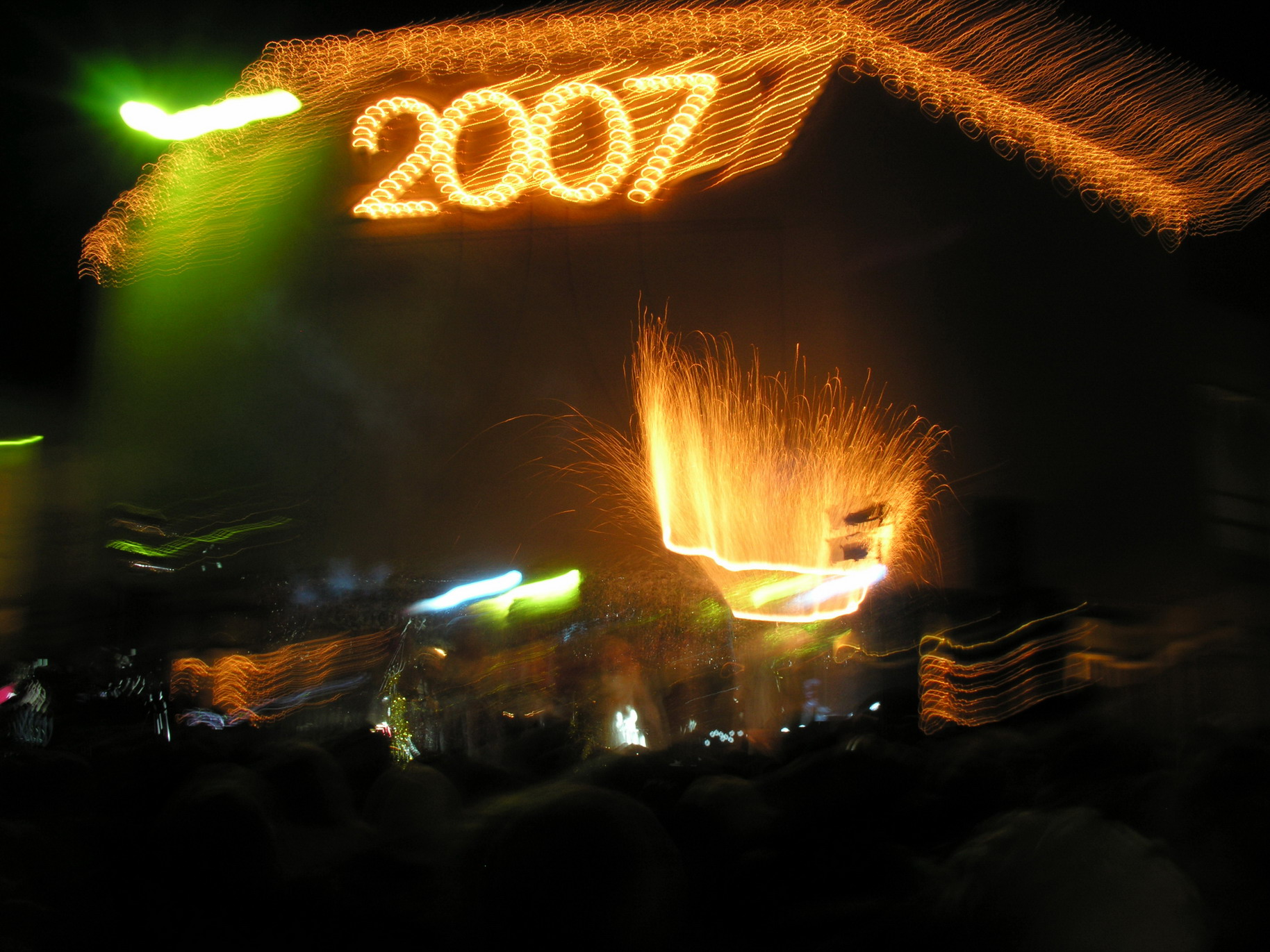
Célébration de la nouvelle année 2007 en Lituanie.

### Allemagne
Les Allemands fêtent le réveillon de la Saint-Sylvestre ou « Silvester » entre amis. À minuit, il y a partout des feux d'artifice et des pétards ; à l'origine le bruit était censé faire fuir les mauvais esprits. Aujourd'hui, c'est plus l'accueil de la nouvelle année. Souvent on interroge aussi l'avenir en fondant du plomb qu'on jette dans de l'eau, puis il faut essayer d'interpréter la forme obtenue. À minuit la radio ou la télévision est allumée pour écouter les cloches de minuit et se souhaiter une bonne année avec du champagne. Régulièrement, des voix s'élèvent contre le gaspillage de l'argent investi dans les feux d'artifice.

### Espagne
Les célébrations du Nouvel An (Nochevieja ou Fin de Año) commencent habituellement avec un dîner familial, comprenant des crevettes et de l'agneau ou de la dinde. Le compte à rebours est suivi sur l'horloge du building de la Casa de Correos au square de la Puerta del Sol à Madrid. Il est de tradition de manger 12 grains de raisin, un à chaque coup de minuit sonnant au carillon. Cette coutume remonte à 1909, lorsque des vignerons d'Alicante pensèrent que ce pourrait être un moyen de remédier au surplus de production de cette année-là. De nos jours, la tradition est suivie par à peu près tous les Espagnols et les douze grains de raisin sont devenus inséparables du Nouvel An. Après le douzième coup de minuit, les gens se congratulent et portent des toasts avec du vin pétillant comme le cava et le champagne, ou avec du cidre.
Après le dîner en famille et les douze grains de raisin, beaucoup de jeunes gens se rendent aux fêtes de Nouvel An dans les pubs, les discothèques et autres. Ces fêtes sont appelées cotillones de nochevieja, du mot espagnol « cotillón » qui désigne les accessoires de fête tels que les confetti, les langues de belle-mère, les chapeaux, etc. Les fêtes durent habituellement jusqu'à l'aube et peuvent réunir plusieurs milliers de personnes dans les grands hôtels. Tôt le matin, les fêtards se réunissent pour le traditionnel petit déjeuner composé de chocolate con churros (chocolat chaud et beignets).

### France et Belgique
On y organise un dîner voire un souper de fête avec, par exemple, du champagne et du foie gras. Il peut s'agir d'un simple dîner entre amis ou d'une soirée dansante. Le jour de l'an, les familles et les amis échangent les vœux du Nouvel An, prennent de bonnes résolutions et parfois échangent quelques cadeaux (les étrennes). À minuit, on se souhaite traditionnellement une bonne année en s'embrassant sous le gui.
La Saint-Sylvestre est également l'occasion donnée au Président de la République française de transmettre ses vœux présidentiels en diffusion différée à 20 heures sur les principales télévisions françaises depuis le palais de l'Élysée.
Tous les ans à Paris, beaucoup de personnes se réunissent sur l'avenue des Champs-Élysées ou sous la tour Eiffel, pour fêter le passage à la nouvelle année avec quelques petits feux d'artifice. Depuis le 31 décembre 2014, un spectacle son et lumière est projeté sur l'Arc de Triomphe, suivi d'un grand feu d'artifice à minuit (excepté en 2015 où ils furent annulés dans un climat post-13 Novembre).
La période des fêtes se termine avec l'Épiphanie, jour où l'on partage traditionnellement la galette des Rois. Un Roi est tiré par la découverte d'une fève dans la galette, sauf au Palais de l’Élysée où la galette ne contient jamais de fève car tirer un roi dans le siège de la République est considéré comme contraire aux principes de cette dernière.

#### Anciennes traditions en Moselle
Avant le XXe siècle en Moselle, plusieurs traditions vespérales et nocturnes pour célébrer la Saint-Sylvestre ont court dans les villages. Le soir, les enfants remplissent d'huile des coquilles de noix, y mettent des mèches et les allument avant de les faire flotter dans des ruisseaux ou des récipients en chantant. La nuit, les garçons réalisent une guirlande avec des coquilles d'œufs entières et des rubans qu'ils pendent aux puits où les jeunes filles viennent puiser l'eau le lendemain ; cette guirlande étant considérée comme une protection contre les maladies. Dans certains villages aux abords de la Seille, les garçons décrochent les volets des maisons, soit pour les déposer plus loin, soit pour les remplacer par d'autres qu’ils ont enlevés ailleurs. Enfin, les garçons passent la nuit à épandre du fumier devant les maisons, en particulier celles où habite une fille à marier. Selon Zéliqzon, cette dernière tradition, commune à toute la Moselle, s’appelle « dequerer » en lorrain de Moselle.

### Royaume-Uni
L'Angleterre célèbre le Nouvel An en attendant que Big Ben ou une autre horloge sonne minuit. Habituellement, les participants comptent les dix dernières secondes et chantent Happy New Year au moment du zéro. Le carillon de minuit est habituellement accompagné de feux d'artifice.
En Écosse ont lieu aussi de grandes festivités connues sous le nom de Hogmanay. En particulier, la réputation de la Edinburgh Hogmanay Street Party lui attire de nombreux visiteurs du monde entier. La chanson traditionnelle Auld Lang Syne a été écrite par Robert Burns, un poète écossais.

## Océanie

### Australie
Du fait des fuseaux horaires, Sydney est, après Auckland en Nouvelle-Zélande, la deuxième grande ville à célébrer le Nouvel An.
Avec des foules très supérieures à 1,2 million de participants, Sydney abrite probablement les célébrations les plus importantes au monde, après Rio de Janeiro (2 millions de personnes sur la plage de Copacabana) et avant New York et Londres (entre 800 000  et   1 000 000 de personnes). Cette ville portuaire bénéficie à cette époque de l'année d'un été chaud et d'un remarquable amphithéâtre naturel. Plus de 80 000 feux d'artifice sont traditionnellement mis à feu depuis le Harbour Bridge et quatre emplacements alignés sur six kilomètres le long du port de Sydney. L'évènement peut être vu à seize kilomètres à la ronde et attire en moyenne 300 000 touristes étrangers chaque année.
La parade des lumières du port ajoute au spectacle avec ses bateaux illuminés qui croisent toute la nuit au centre du port.
En 2005, les organisateurs de la fête firent tirer leur feu d'artifice le plus spectaculaire : un cœur gigantesque entouré de deux anneaux, qui battait sur le pont. Il était éclairé par l'arrière et semblait irradier. C'était la première fois que l'effet du pont était révélé dès 21 h. Jusqu'à minuit, un nouvel anneau fut ajouté à chaque heure. Le cœur du port était une extraordinaire fête pyrotechnique. Le pont perpétua aussi la tradition de la cascade d'or qui tombe depuis le côté du pont en donnant l'impression d'en jaillir. La bande son préparée par le conseil de Sydney s'adaptait si bien que les feux d'artifice semblaient créés par la musique. Après la chanson du final et les feux d'artifice de minuit, le plus petit cœur se mit à battre faiblement mais rapidement comme pour témoigner de l'ampleur de l'évènement.
Pour 2006, le conseil mit en place un site web, qui montrait un compte à rebours du nombre de secondes qui nous séparaient de 2007. Le thème était « une nuit de diamant dans une cité d'émeraude ». Les enfants furent invités à taper du pied trois fois pour « déclencher quelque chose de magique » à la manière de Dorothée au pays d'Oz. Les feux d'artifice furent tirés depuis huit barges différentes autour du port, soit quatre de plus que d'habitude. Les organisateurs installèrent un diamant géant au centre du pont.